# June Markham
June Markham – brytyjska łyżwiarka figurowa, startująca w parach tanecznych z Courtneyem Jonesem. Dwukrotna mistrzyni świata (1957, 1958), dwukrotna mistrzyni Europy (1957, 1958) oraz dwukrotna mistrzyni Wielkiej Brytanii (1957, 1958).

## Osiągnięcia
Z Courtneyem Jonesem
| Zawody                        | 1956           | 1957           | 1958           |                |                |                |                |                |                |                |                |                |                |                |                |                |                |
| Międzynarodowe                | Międzynarodowe | Międzynarodowe | Międzynarodowe | Międzynarodowe | Międzynarodowe | Międzynarodowe | Międzynarodowe | Międzynarodowe | Międzynarodowe | Międzynarodowe | Międzynarodowe | Międzynarodowe | Międzynarodowe | Międzynarodowe | Międzynarodowe | Międzynarodowe | Międzynarodowe |
| ----------------------------- | -------------- | -------------- | -------------- | -------------- | -------------- | -------------- | -------------- | -------------- | -------------- | -------------- | -------------- | -------------- | -------------- | -------------- | -------------- | -------------- | -------------- |
| Mistrzostwa świata            | 2              | 1              | 1              |                |                |                |                |                |                |                |                |                |                |                |                |                |                |
| Mistrzostwa Europy            | 2              | 1              | 1              |                |                |                |                |                |                |                |                |                |                |                |                |                |                |
| Krajowe                       |                |                |                |                |                |                |                |                |                |                |                |                |                |                |                |                |                |
| Mistrzostwa Wielkiej Brytanii |                | 1              | 1              |                |                |                |                |                |                |                |                |                |                |                |                |                |                |

## Nagrody i odznaczenia
- Światowa Galeria Sławy Łyżwiarstwa Figurowego – 2015[5]